# Янский, Богумир
Богумир Янский (чеш. Bohumír Janský, 30 июля 1951, Пльзень, Чехословакия) — чешский географ и гидролог.

## Биография
Родился 30 июля 1951 года в Пльзене.
В 1969 году окончил гимназию в Пласах. В 1974 году окончил факультет естественных наук Карлова университета по направлению география. Темой его дипломной работы было Одлезельское озеро.
После окончания учёбы, остался работать на кафедре географии в качестве ассистента, позднее доцента. Ездил в научно-исследовательские командировки в СССР, в частности к озеру Байкал.
Преподаёт географию Латинской Америки, гидрологию и океанографию. В своей научной деятельности в основном занимается гидрологией и защитой воды от загрязнения.
Имеет степень доктора естественных наук (RNDr.), кандидат наук (CSc.). В июне 2012 года стал профессором.

### Истоки Амазонки
После Бархатной революции, в 1990-е годы, получил возможность заняться исследованиями в верховьях реки Амазонки в южной части Перу. Возглавил научные экспедиции «Hatun Mayu 1999» и «Hatun Mayu 2000» (что на Кечуанских языках означает «Большая река») в этом районе. Эти экспедиции принесли сведения о всей области истока реки Льокети, образующей верховье реки Апуримак, которая при впадении в Урубамбу образует Укаяли — главную реку-исток Амазонки. Экспедиции подготовили гидрологические, геологические и геоморфологические карты местности. Они также зафиксировали температуру воды и воздуха, сток рек и подготовили почвенную карту родника.
Исследования были сосредоточены в основном на четырех основных источниках реки Ллокети - реках Каруасанта, Апачета (Apacheta), Какканса (Ccaccansa) и Силланке (Sillanque). Проведенные исследования показали, что Каруасанта имеет самый длинный и большой водораздел, Апачета имеет самый большой водораздел, а река Ккакканса имеет наибольшую высоту над уровнем моря. Самой дальней точкой водораздела от устья Амазонки до Атлантического океана является вершина горы Невадо-дель-Мисми, с которой вода стекает в бассейн Каруасанта. Из четырёх основных критериев определения истока, река Каруасанта соответствовала двум. Однако обнаруженные различия были минимальными, поэтому Янский предложил говорить о четырех истоках реки Ллокети (и всей Амазонки).

## Научные работы
- Байкал – развитие рифтовой зоны. (чеш. Bajkal - vývoj riftové zóny), Прага, 1997.
- Прибайкалье и Забайкалье. (чеш. Přibajkalsko a Zabajkalsko), Прага, 2001, ISBN 80-242-0291-3.
- Озера Чехии. Монография. Кафедра физической географии и геоэкологии Естественнонаучного факультета Карлова университета в Праге. (чеш. Jezera České republiky. Monografie. Katedra fyzické geografie a geoekologie na PřFUK v Praze), Прага, 2003.
- К истокам Амазонки. Монография. (чеш. K pramenům Amazonky. Monografie.), Прага 2004.